# 迈阿密莱克斯 (佛罗里达州)
迈阿密莱克斯（英語：Miami Lakes），又译迈阿密湖，是位于美国佛罗里达州邁阿密-戴德縣的一个建制城镇，属于南佛罗里达迈阿密都会区的一部分，面积约为16.5平方公里（约合6.4平方英里）。根据2020年美国人口普查数据，该镇人口为30,467人。迈阿密莱克斯坐落于迈阿密-戴德县西北部，毗邻海厄利亚北部，是全县第31个自治市镇，也是自1996年建制冻结后首个成功设立的城镇。
这片区域的发展始于1919年，当时欧内斯特·R·格雷厄姆为宾夕法尼亚糖业公司在此建立甘蔗农场。在发现土地不适合种植甘蔗后，格雷厄姆收购了这片3000英亩的松树和棕榈灌木林地。二战后，他的三个儿子菲利普、鲍勃和威廉成立了森格拉开发公司，并于1958年聘请景观设计师莱斯特·柯林斯规划设计这片后来被称为迈阿密莱克斯的区域。柯林斯以海螺壳为灵感，设计了这座理想中的南佛罗里达城镇。
与1960年代初开发的多数城镇不同，格雷厄姆家族制定了可适应三十年发展、建设和市场变化的总体规划。他们借鉴了1950年代规划的中大西洋计划城市理念，如马里兰州的哥伦比亚和弗吉尼亚州的里斯顿，为该地区制定了包含住宅、商业、工业和混合用途的综合社区规划。1962年，首批家庭迁入该地区。在近四分之一世纪里，迈阿密莱克斯按照柯林斯的系统规划逐步发展，生活配套设施逐步完善。居民必须遵守社区规定，包括定期粉刷房屋、修剪草坪、按总体规划美化庭院以及在指定区域遛狗。这一规划理念至今仍影响着新城镇的发展，被全国和地方媒体誉为美国城市规划的最佳范例之一。
威廉·格雷厄姆后来将森格拉公司交给儿子比尔·格雷厄姆管理，公司重组为格雷厄姆公司，继续负责迈阿密莱克斯的商业和其他开发。1990年代末，迈阿密莱克斯尝试建制但遭遇县政府阻力。2000年，该地区以每年支付140万美元服务费的协议条件，向迈阿密-戴德县警察局“购买”服务，作为迈阿密莱克斯的建制条件。2000年12月5日，迈阿密莱克斯正式作为迈阿密-戴德县的一个城镇成立建制。